# Al-Hatíb al-Bagdádi
Al-Hatíb al-Bagdádi („a bagdadi prédikátor”, arab betűkkel الخطيب البغدادي, tudományos átírásban al-Ḫaṭīb al-Baġdādī), eredeti nevén Abu Bakr Ahmad ibn Ali as-Sáfii (arab betűkkel أبو بكر أحمد بن علي الشافعي, átírásban Abū Bakr Aḥmad ibn ʿAlī aš-Šāfiʿī; Haníkija, 1002. május 10. – Bagdad, 1071. szeptember 5.) középkori arab prédikátor, hadísztudós, vallásjogász és történetíró volt.

## Élete
Bagdadtól délre, egy Nahr al-Malik partján fekvő kisvárosban, Haníkijában született. Apja prédikátorként tevékenykedett a tigris-parti Darzídzsánban. Ő volt Ahmad első tanítómestere, aki korán megismerkedett a Koránnal, majd a prófétai hagyományokkal (hadíszok). Húszéves korában, apja halálakor Baszrába ment tanulni, de Kúfában is megfordult. 1024-ben az iráni térségbe utazott, ahol megfordult Nisápur, Rajj, Iszfahán, Hamadán és Dinavar hadísztudósainál. 1028-ban Bagdadban volt, ahol fiatalsága ellenére hamarosan híres és népszerű prédikátorrá, valamint a hagyományok megkérdőjelezhetetlen tekintélyű tudósává vált: „a Kelet háfiza” (Koránt betéve ismerő személyisége) jelzőt is ekkor érdemelte ki. Igaz, a hanbaliták támadták az 1030-as évek végén markánssá váló asarita és sáfiita elkötelezettsége miatt. 1053–1054 során elvégezte a zarándoklatot, majd hosszabb mekkai tartózkodást követően Jeruzsálemen és Szíria nagyvárosain keresztül tért haza 1055-re. Ekkoriban alakulhattak ki szoros kapcsolatai az udvarral: al-Káim kalifa (1031–1075) és vezírje, Ibn al-Muszlima támogatásával a hagyományok tanára lehetett az al-Manszúr-mecsetben. Tanárként minden lehetőséget megragadott az őt folyton támadó hanbaliták és az irányzatot alapító Ahmad ibn Hanbal befeketítésére, ami tekintélyes mennyiségű vitairodalom megírásával járt együtt.
1059-ben, al-Baszászíri lázadásakor Ibn al-Muszlima megbukott, al-Hatíb al-Bagdádi pedig Damaszkuszba menekült. Nyolc évet töltött a városban, ahol szintén megbecsült tanár volt (elsősorban az Omajjád-mecsetben tartott előadásokat), és közben más térségbeli városokba is ellátogatott tanítani. Végül személyes okokból összezördült a város sáfiita vallástudósaival, és a fátimida kormányzó letartóztatta. Egy tekintélyes síita közbenjárására életben maradt, és Türoszba szökött, ahonnan Tripolin és Aleppón keresztül visszatért Bagdadba. Itt halt meg 1071-ben, egy évben Ibn Abd al-Barral, „Nyugat háfizával”. Bisr al-Háfi közelében temették el, nagy tömeg jelenlétében.

## Munkássága
A középkori bibliográfusok ötvennél, vagy akár száznál is több művéről tudtak. Legismertebb munkája a „Bagdad története” (Táríh Bagdád) címet viselő, terjedelmes életrajzgyűjtemény. Ebben több mint 7800, a várossal valamilyen kapcsolatban álló jeles személyiség életpályáját foglalta össze, nem szigorú betűrendben haladva. A kötet szereplői között nem egy befolyásos nő is szerepel. A modern kiadásában 14 kötetre rúgó, értékes politika- és kultúrtörténeti forrásnak számító könyvet, úgy tűnik, élete végéig bővítette, javította. Később több követője akadt: Damaszkusz hírességeiről Ibn Aszákir, Aleppó nevezetes személyiségeiről pedig Ibn al-Adím írt hasonlóan vaskos életrajzgyűjteményt.
Emellett számos más, életrajzi jellegű munkájáról tudunk, amelyek elsődleges érdeklődési köréhez, a hadíszok tudományához és annak művelőihez kapcsolódnak. A prófétai hagyományok tárgykörében számos más művet is írt, kritikusan rendszerezve a tudományág módszertanát. Ezen túl ismeretes két anekdotagyűjteménye is, az egyik a fösvényekről, a másik pedig az élősködőkről szóló, tréfás történeteket gyűjti össze. A csillagászatról is írt, azt vizsgálva, melyik ágazata engedélyezett és melyik tiltott a vallásjog szerint.